# 大岩剣也
大岩 剣也（おおいわ けんや、1985年1月13日 - ）は、日本の俳優。北海道出身。ジャパンアクションエンタープライズ所属。

## 出演

### テレビドラマ
- 天地人 第38話（2009年、NHK総合）兵士 役
- 龍馬伝 第18 - 22話（2010年、NHK）訓練生 役
- チャンス（2010年、NHK）
- 塚原卜伝 第5話（2011年、NHK）捕り方 役
- 悪党〜重犯罪捜査班 第3話（2011年、テレビ朝日）セーフティー
- 戦国★男士 第1話（2011年、テレビ神奈川 他）大内一派 役
- ダブルフェイス 潜入捜査編（2012年10月15日、TBS）織田組組員 役
- 遺留捜査 スペシャル2（2014年、テレビ朝日）SIT隊員 役
- 三匹のおっさん2（2015年、テレビ東京）若者 役
- ヤメゴク〜ヤクザやめて頂きます〜 第3話（2015年、TBS）従業員 役
- 荒神（2018年2月17日、NHK BSプレミアム）弾正軍団歩兵 役

### バラエティ
- run for money 逃走中 呪われた遊園地（2010年8月28日、フジテレビ）セーフティー
- 第65回NHK紅白歌合戦（2014年、NHK）忍者 役
- ロンドンハーツ（2016年、テレビ朝日）ショッカー 役

### 特撮テレビドラマ
- 仮面ライダーシリーズ（テレビ朝日）
  - 仮面ライダーディケイド（2009年）
  - 仮面ライダーW（2009年 - 2010年）
  - 仮面ライダーオーズ/OOO（2010年 - 2011年）
  - 仮面ライダーフォーゼ（2011年 - 2012年）
  - 仮面ライダーウィザード（2012年 - 2013年）グール 役
  - 仮面ライダー鎧武/ガイム（2013年 - 2014年）
  - 仮面ライダードライブ（2014年 - 2015年）
  - 仮面ライダーゴースト（2015年 - 2016年）
- スーパー戦隊シリーズ（テレビ朝日）
  - 侍戦隊シンケンジャー（2009年 - 2010年）
  - 天装戦隊ゴセイジャー（2010年 - 2011年）
  - 海賊戦隊ゴーカイジャー（2011年 - 2012年）
  - 特命戦隊ゴーバスターズ（2012年 - 2013年）隊員 役
  - 獣電戦隊キョウリュウジャー（2013年 - 2014年）
  - 烈車戦隊トッキュウジャー（2014年 - 2015年）
  - 手裏剣戦隊ニンニンジャー（2015年 - 2016年）
  - 動物戦隊ジュウオウジャー（2016年 - 2017年）
  - 宇宙戦隊キュウレンジャー（2017年 - 2018年）
  - 快盗戦隊ルパンレンジャーVS警察戦隊パトレンジャー（2018年 - 2019年）
  - 騎士竜戦隊リュウソウジャー（2019年 - 2020年）

### 映画
- 暗殺教室（2015年）特殊部隊隊員 役
- 関ヶ原（2017年）アクションクルー
- 仮面ライダーシリーズ
  - 仮面ライダー×仮面ライダー W&ディケイド MOVIE大戦2010（2009年）
  - 仮面ライダー×仮面ライダー×仮面ライダー THE MOVIE 超・電王トリロジー（2010年）
    - EPISODE RED ゼロのスタートウィンクル
    - EPISODE BLUE 派遣イマジンはNEWトラル
    - EPISODE YELLOW お宝DEエンド・パイレーツ

  - 仮面ライダーW FOREVER AtoZ/運命のガイアメモリ（2010年）
  - 仮面ライダー×仮面ライダー オーズ&ダブル feat.スカル MOVIE大戦CORE（2010年）
  - 劇場版 仮面ライダーオーズ WONDERFUL 将軍と21のコアメダル（2011年）町人B 役
  - 仮面ライダー×仮面ライダー フォーゼ&オーズ MOVIE大戦MEGA MAX（2011年）
  - 仮面ライダーフォーゼ THE MOVIE みんなで宇宙キターッ!（2012年）
  - 仮面ライダー×仮面ライダー ウィザード&フォーゼ MOVIE大戦アルティメイタム（2012年）過去怪人、兵隊 役
  - 劇場版 仮面ライダーウィザード in Magic Land（2013年）
  - 劇場版 仮面ライダードライブ サプライズ・フューチャー（2015年）
  - 仮面ライダー×仮面ライダー ゴースト&ドライブ 超MOVIE大戦ジェネシス（2015年）
  - 仮面ライダー1号（2016年）
- スーパー戦隊シリーズ
  - 侍戦隊シンケンジャーVSゴーオンジャー 銀幕BANG!!（2010年）
  - 天装戦隊ゴセイジャー エピックON THEムービー（2010年）
  - 天装戦隊ゴセイジャーVSシンケンジャー エピックon銀幕（2011年）
  - 海賊戦隊ゴーカイジャー THE MOVIE 空飛ぶ幽霊船（2011年）
  - 海賊戦隊ゴーカイジャーVS宇宙刑事ギャバン THE MOVIE（2012年）
  - 特命戦隊ゴーバスターズVS海賊戦隊ゴーカイジャー THE MOVIE（2013年）
  - 劇場版 獣電戦隊キョウリュウジャー ガブリンチョ・オブ・ミュージック（2013年）
  - 獣電戦隊キョウリュウジャーVSゴーバスターズ 恐竜大決戦! さらば永遠の友よ（2014年）
  - 手裏剣戦隊ニンニンジャー THE MOVIE 恐竜殿さまアッパレ忍法帖!（2015年）
  - 手裏剣戦隊ニンニンジャーVSトッキュウジャー THE MOVIE 忍者・イン・ワンダーランド（2016年）
  - 騎士竜戦隊リュウソウジャー THE MOVIE タイムスリップ!恐竜パニック!!（2019年）[1]
- スーパーヒーロー大戦シリーズ
  - 仮面ライダー×スーパー戦隊 スーパーヒーロー大戦（2012年）
  - 仮面ライダー×スーパー戦隊×宇宙刑事 スーパーヒーロー大戦Z（2013年）
  - 平成ライダー対昭和ライダー 仮面ライダー大戦 feat.スーパー戦隊（2014年）
  - スーパーヒーロー大戦GP 仮面ライダー3号（2015年）
  - 仮面ライダー×スーパー戦隊 超スーパーヒーロー大戦（2017年）

### Vシネマ
- スーパー戦隊シリーズ
  - 帰ってきた侍戦隊シンケンジャー 特別幕（2010年）
  - 帰ってきた天装戦隊ゴセイジャー last epic（2011年）
  - 帰ってきた獣電戦隊キョウリュウジャー 100 YEARS AFTER（2014年）
  - 特捜戦隊デカレンジャー 10 YEARS AFTER（2015年）
- 仮面ライダーシリーズ
  - 仮面ライダードライブ シークレット・ミッション type ZERO 第0話 カウントダウン to グローバルフリーズ（2014年）
  - 鎧武/ガイム外伝 仮面ライダーデューク/仮面ライダーナックル（2015年）
  - ドライブサーガ 仮面ライダーチェイサー（2016年）

### ネットムービー
- dビデオスペシャル 仮面ライダー4号（2015年）
- 仮面戦隊ゴライダー（2017年）
- 有吉弘行の脱ぬるま湯大作戦 シーズン1～火薬と遊園地～（2018年）アクションクルー

### 舞台
- EXILE LIVE TOUR 2010 "FANTASY" 全国公演（2010年7月17日 - 10月2日）セーフティー
- Endless SHOCK
  - Endless SHOCK（2010年 - 2011年、帝国劇場）代役、アンサンブル
  - Endless SHOCK（2013年、帝国劇場 / 博多座 / 梅田芸術劇場）アンサンブル
- ピーターパン
  - ピーターパン（2011年7月20日 - 31日、東京国際フォーラム）インディアン 役
  - ピーターパン 2013（2013年、神奈川芸術劇場 / 国際フォーラム）インディアン、海賊 役
- 十二月大歌舞伎（2012年、新橋演舞場）アンサンブル
- 滝沢歌舞伎
  - 滝沢歌舞伎（2012年4月8日 - 5月8日、日生劇場）アンサンブル
  - 滝沢歌舞伎2014（2014年3月6日 - 5月6日、博多座 / 新橋演舞場）アンサンブル
- Dream Boys（2014年9月4日 - 30日、帝国劇場）
- 新・水滸伝（2015年、新橋演舞場）アンサンブル
- 博多座花形歌舞伎「伊達の十役」（2015年、博多座）鼠 役
- 前進座「切られお富」巡業公演（2016年、前進座）アンサンブル

### ヒーローショー
- 天装戦隊ゴセイジャー（2010年）
  - 「激突！ゴセイジャーVSダークゴセイジャー」

### イベント
- 必殺仕事人3 パチンコイベント（2009年）
- JAE NAKED LIVE「がんばろう 日本！」（2011年）
- JAE "春"プレミアムイベント ～Jump Up!～（2016年）
- ニコニコ超会議 超歌舞伎「積思花顔競」（2018年、幕張メッセ）アンサンブル

### コンサート
- ももクロ夏のバカ騒ぎ 2014日産スタジアム大会（2014年、横浜国際総合競技場）アクションクルー
- ももいろクローバーZ 子供祭2017（2017年、東武動物公園）アクションクルー